# Nordharz
Nordharz település Németországban, azon belül Szász-Anhalt tartományban. Lakosainak száma 7713 fő (2023. december 31.). Nordharz Blankenburg, Osterwieck és Wernigerode községekkel határos.

## Népesség
A település népességének változása:
| Lakosok száma | 8011 | 7894 | 7860 | 7783 | 7784 | 7713 |
|               | 2014 | 2017 | 2019 | 2021 | 2022 | 2023 |